# سعید خدیری
سعید خدیری (زادهٔ ۱۳۱۶) موسیقی‌دان، نوازندهٔ پیانو، آهنگساز و پداگوژیست موسیقی اهل ایران است. او بنیان‌گذار رشتهٔ آموزش موسیقی دانشکدهٔ علوم تربیتی دانشگاه تهران، بنیان‌گذار مدرسهٔ هنر و ادبیات صدا و سیما و نخستین موسیقی‌دانی است که مِتد آموزش موسیقی اُرف را برای آموزش موسیقی به کودکان در ایران مطرح کرد. از او با عنوان «پدر آموزش موسیقی به کودکان و نوجوانان در ایران به روش آکادمیک» یاد کرده‌اند.

## زندگی‌نامه
سعید خدیری در سال ۱۳۱۶ متولد شد. پدرش پیانو می‌نواخت و از شاگردان مرتضی محجوبی بود. مادرش نیز با نواختن ساز تار آشنایی داشت. سعید خدیری از خردسالی تحت تأثیر صدای ساز پدر و مادر به موسیقی و پیانو علاقه‌مند شد. سه برادر او نیز نوازندگی می‌کردند. یک برادر، ویلن و ماندولین، یک برادر، آکوردئون و برادرِ دیگر سازدهنی می‌نواخت. هنرمندان سرشناسی مانند قمرالملوک وزیری، ملوک ضرابی، روح‌انگیز، مرتضی محجوبی و رضا محجوبی به خانهٔ آن‌ها رفت‌وآمد داشتند.
سعید خدیری که به موسیقی کلاسیک گرایش بیشتری داشت از کلاس هفتم به هنرستان عالی موسیقی تهران وارد شد و در سال ۱۳۳۲ از این هنرستان در رشتهٔ نوازندگی پیانو فارغ‌التحصیل شد. پس از آن به مدت ۲ سال به عنوان معلم موسیقی در دبستان، به آموزش موسیقی کودکان مشغول شد. او در این مدت به ضعفِ برنامهٔ آموزشی موسیقی در دبستان که بیشتر به تئوری و سرود می‌پرداخت، پی برد. به همین دلیل تصمیم گرفت تا با تحصیل در یکی از کشورهای اروپایی، آموزش اصولی موسیقی کودکان را بیاموزد. سعید خدیری کشور آلمان را برای ادامهٔ تحصیل برگزید و به دانشگاه هایدلبرگ راه یافت. او همزمان با تحصیل در رشتهٔ آموزش موسیقی به کودکان و نوازندگی پیانو، به تحصیل رشتهٔ آموزش و پرورش و رشتهٔ روانشناسی کودکان و نوجوانان پرداخت و در سال ۱۳۴۲ مدرک دکترای آموزش موسیقی خود را از دانشگاه هایدلبرگ دریافت کرد.
سعید خدیری بلافاصله پس از پایان تحصیلاتش در سال ۱۳۴۲ به ایران بازگشت. در همین زمان با سیمین رجالی ازدواج کرد و پس از آن همکاری خود را به عنوان مشاور با هنرستان عالی موسیقی و هنرستان موسیقی ملی آغاز کرد. او در همین سال به عنوان سردبیر مجلهٔ موزیک ایران نیز منصوب شد و به مدت ۳ سال سردبیر این مجله بود. مدتی بعد با منوچهر افضل که رئیس دانشکدهٔ علوم تربیتی دانشگاه تهران بود آشنا شد و با موافقت وی، در سال ۱۳۴۶ دپارتمان آموزش موسیقی را در این دانشکده تأسیس کرد. سعید خدیری درس‌های مختلف این رشته را خود به دانشجویان تدریس می‌کرد. او پس از مدتی نوشتن کتابِ ۳ جلدی ترانه‌هایی از چهار گوشهٔ جهان را آغاز کرد. این کتاب‌ها برای آموزش موسیقی در کودکستان، دبستان و دبیرستان طراحی و منتشر شد.
خدیری حدود سال‌های ۴۷ – ۱۳۴۶ متد آموزش موسیقی کارل ارف را برای آموزش موسیقی به کودکان در ایران مطرح کرد. در سال ۱۳۴۸ به پیشنهاد رضا قطبی رئیس سازمان رادیو تلویزیون ملی ایران، همکاری خود را با این سازمان در جهت گسترش آموزش موسیقی به کودکان آغاز کرد. او در این زمان کارگاه موسیقی کودکان و نوجوان (مدرسهٔ هنر و ادبیات) را در صدا و سیما تأسیس کرد و به همراه چند معلم موسیقی که از شاگردانش بودند، آموزش موسیقی را با ۱۸ شاگرد آغاز کرد. سعید خدیری در سال ۱۳۵۰ به فکر افزودن سازهای ایرانی به متد ارف افتاد. او برای آموزش سازهای ایرانی به کودکان، از هنرمندانی نظیر غلامحسین بیگجه‌خانی، احد بهجت، محمد اخوان، حامد یزدانی و ... بهره می‌گرفت. پس از مدتی خدیری به فکر استفاده از سازهای محلی نیز افتاد که در این زمینه نیز هنرمندانی مانند علی سلیمی مشغول آموزش به کودکان شدند. به این ترتیب متد ارف همراه با سازهای محلی و دستگاهی ایران شکل و شمایل ایرانی‌تر پیدا کرد.
تعداد هنرجویان، مدرسان و شعبه‌های کارگاه‌های موسیقی کودکان و نوجوانان تا پیش از انقلاب ۱۳۵۷ ایران، به حدود ۳۰۰۰ شاگرد، ۱۷۵ معلم و یازده شعبه در شهرهای مختلف ایران رسید. در این مراکز، موسیقی و سازهای ایرانی، سازهای بومی، تئوری موسیقی، سازهای ارکسترسمفونیک، آواز و آواز جمعی تدریس می‌شد. در این کارگاه‌ها، بخشی برای آموزش موسیقی به والدین کودکان و نوجوانان نیز در نظر گرفته شده بود. از اجراهای مختلف هنرجویان این کلاس‌ها، حدود ۳۰۰ برنامه در سازمان رادیو تلویزیون ملی ایران تهیه و ضبط شد که روزهای جمعه از تلویزیون پخش می‌شد.
سعید خدیری از طریق رئیس دانشگاه تهران به عنوان معلم موسیقی در مدرسهٔ اختصاصی دربار نیز به تدریس پرداخت. لیلا پهلوی، رضا پهلوی و فرحناز پهلوی از جمله شاگردان او در این مدرسه بودند. کتاب‌های راهنمای تدریس پیانو، موسیقی و تعلیم و تربیت و تاریخچه و فلسفهٔ آموزش موسیقی از دیگر آثار سعید خدیری هستند. او در سال ۱۳۵۸ به آمریکا مهاجرت کرد و در این کشور به آموزش موسیقی مشغول شد.